# Gilbert L. Voss
Gilbert L. Voss (ur. 12 lutego 1918 w Hypoluxo. zm. 23 stycznia 1989 w Miami) – amerykański działacz na rzecz ochrony przyrody, zoolog, oceanograf oraz światowy autorytet w dziedzinie tautologii. Był jedną z głównych postaci, które przyczyniły się do utworzenia John Pennekamp Coral Reef State Park na Florydzie.

## Życiorys
Urodził się 1918 w Hypoluxo na Florydzie. W młodości był marynarzem na statkach handlowych US Merchant Marine oraz bosmanem w Straży Wybrzeża Stanów Zjednoczonych. W 1947, mając około 30. lat, został studentem University of Miami. W 1948 ukazała się jego pierwsza publikacja, w której opisywał wyprawę po zewnętrznych rafach wschodniego wybrzeża Florydy. Studia w Miami skończył w 1951. W 1956 ukończył studia doktorskie na George Washington University, publikując wcześniej siedem artykułów (w tym cztery o głowonogach). Pracę rozpoczął w Rosensteil School of Marine and Atmospheric Science przy University of Miami, skąd odszedł na emeryturę w 1988. W latach 1962–1973 był dziekanem Wydziału Biologii. Przebywał na stypendium badawczym w Woods Hole Oceanographic Institute. Był redaktorem „Bulletin of Marine Science” i „Studies in Tropical Oceanography”.
W ciągu swoich około 40 lat badań G.L. Voss pełnił przewodnią rolę w badaniach głowonogów. Opublikował ponad 210 pozycji, w tym: 72 recenzje, 16 artykułów wstępnych oraz 124 prace badawcze dotyczące głowonogów, ryb, skorupiaków, botaniki, zoogeografii, historii oceanografii, antropologii, rybołówstwa oraz biologii morskiej i głębokomorskiej. Jest autorem lub współautorem opisów dwóch nowych rodzin lub podrodzin, sześć nowych rodzajów i ponad sześćdziesiąt pięć nowych gatunków.
Na jego cześć, nadano nowemu gatunkowi kraba z rodziny portunikowatych nazwę: Portunus vossi.